# Событие Ломагунди
Событие Ломагунди (также Изотопная аномалия Ломагунди-Ятули, аномалия Ломагунди, сокр. LE, Lomagundi Event) — самая значительная положительная аномалия δ13C за всю историю Земли, которая возникла в палеопротерозое в интервале 2220–2100 млн лет назад (геологический период Рясий) и достигала максимального значения 14 ‰ VPDB около 2175 млн лет назад.
Событие названо в честь геологической формации Ломагунди в Зимбабве, где оно было впервые обнаружено и описано.

## История открытия
Первое подробное описание изотопной аномалии было сделано в 1975 г. немецким исследователем Манфредом Шидловски с соавторами в ходе изучения палеопротерозойских доломитов. 
Однако фактическое открытие относится к 1968 году и принадлежит группе Галимова, проводившей исследования в отложениях Ятулия в Карелии.
Первоначально аномалия была интерпретирована как локальная, привязанная к замкнутому морскому бассейну, где происходило интенсивное накопление биомассы. В дальнейшем выяснилось, что известняки и доломиты этого периода с δ13С более 10 ‰ встречаются повсеместно, что говорит о глобальном изменении изотопного состава углерода по всему Мировому океану. В качестве причины называлось широкое распространение цианобактерий, что привело к изъятию из морской воды лёгкого изотопа углерода.

## Предыстория
Переход от архея к палеопротерозою был временем глобальных изменений окружающей среды. Самым значительным из этих изменений была Кислородная катастрофа (GOE), которая началась примерно 2450 млн лет назад и достигла своего пика 2350–2280 млн лет назад. В связи с увеличением концентрации кислорода наступил гуронский ледниковый период, протекавший в три фазы (озеро Рэмси — с 2420–2405 млн лет назад, Брюс — с 2370–2360 млн лет назад и Говганда — 2315–2305 млн лет назад).
В течение палеопротерозоя осадочный процесс всё больше характеризовался богатыми углеродом органическими отложениями, которые были распространены с момента 2000 млн лет назад. В момент 2200 млн лет назад впервые образовались фосфориты. Кроме того, образовались богатые сульфатом кальция отложения морского происхождения (2200 млн лет назад) и типичные для этого периода полосчатые руды .
Ко времени распада неоархейского суперконтинента Суперия (или Кенорленд) около 2200 млн лет до назад в течение примерно 250-миллионолетнего периода (2450–2200 млн лет назад) глобального снижения вулканической активности (Global Magmatic Shutdown) и очень медленной тектоники плит также произошли значительные геодинамические изменения.

## Доказательства
Помимо типового местонахождения в Зимбабве и первой находки в Карелии, изотопная аномалия Ломагунди обнаруживается практически по всему миру, за исключением Антарктиды. Задокументированы следующие случаи:
- Европа (Балтийский щит)
  - Финляндия (пояс Перапохья)[1]
  - Норвегия[9]
  - Швеция[10]
  - Россия (Кольско-Печенгский пояс и Карелия)[11]
  - Шотландия (Льюисиан)[12]
  - Украина (Украинский щит)[13]
- Северная Америка (кратон Вайоминг)[14]
- Южная Америка (Бразилия, Minas Supergroup)[15]
- Африка (ЮАР, формация Германия)[16]
- Австралия  (Западная Австралия)[17]
- Индия (Супергруппа Аравалли)[18]
- Китай (северо-восток Северо-Китайского кратона)[19]

## Характеристика изотопной аномалии

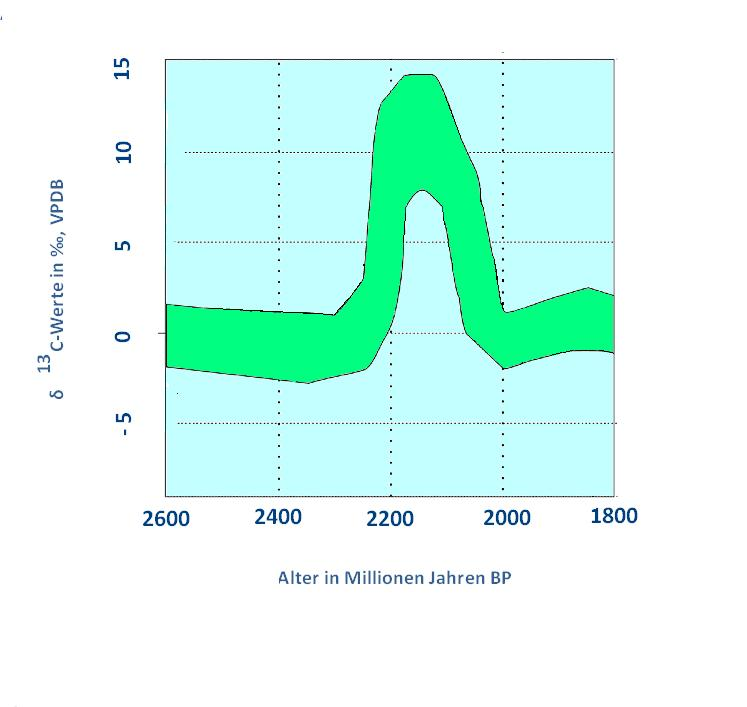
Форма кривой изотопной аномалии Ломагунди-Ятули

Мартин и др. (2013a) определили максимальную продолжительность избытка изотопа δ13C 249 ± 9 млн лет (интервал 2306–2057 млн лет назад) и минимальную продолжительность 128 ± 9 млн лет (интервал 2221–2093 млн лет назад).  Положительный выброс должен был произойти за один раз, но авторы не исключают, что при более тонком изучении будет обнаружено нескольких коротких выбросов.
Значения δ13C с конца архея до момента примерно 2300 млн лет назад практически постоянно находились на уровне 0 ‰ VPDB (венский белемнитстандарт), затем начинают постепенно увеличиваться, а 2225 млн лет назад происходит их внезапный рост. Абсолютное максимальное значение около 14 ‰ VPDB было достигнуто около 2175 миллионов лет назад. После прохождения максимума кривая снова падает, но спад менее крутой, чем подъём. Примерно 2020 млн лет назад показатель вновь достиг уровня 0 ‰ VPDB и оставался на этом уровне до конца палеопротерозоя. Кривая на рисунке имеет разброс около 3 ‰ VPDB.
Некоторые сравнительные значения, которые подчеркивают исключительный характер аномалии Ломагунди:
- Органический углерод: −23 ‰ VPDB (среднее)
- Мантия: −5 ‰ VPDB
- Углерод в земной коре: −5 ‰ VPDB
- Углерод, растворённый в морской воде: обычно 0 ‰ VPDB
- Осадочные карбонаты: от 0 до 1 ‰ VPDB
- Поверхностные воды океана: от 1 до 3 ‰ VPDB
- Карстовые отложения: от −11 до 0 ‰ VPDB
- Термокарст (травертин): от -4 до 8 ‰ VPDB

## Объяснение
Изменение значений δ13C во времени напрямую связано с содержанием кислорода в земной атмосфере. Кислород высвобождается за счёт восстановления неорганического углерода (например, в двуокиси углерода) до органических соединений углерода (обычно кратных CH2O). Однако фотосинтетическая фиксация углерода отдаёт предпочтение более лёгкому изотопу 12С. Это объясняет довольно низкие значения δ13C для органического углерода.
При выносе из экосистемы больших количеств органического углерода путём осаждения и последующего запечатывания в геологических формациях увеличивается не только содержание кислорода в море и в атмосфере, но и одновременно увеличиваются значения δ13С для нерастворённого, неорганического углерода и осадочных карбонатов.
Огромный рост значений δ13C во время события Ломагунди можно объяснить повышенным производством кислорода, которое было вызвано быстрым ростом цианобактерий во время предыдущей Великой кислородной катастрофы. В то же время, однако, органический углерод должен был осаждаться в значительных количествах в виде, например, чёрных сланцев, которые появляются в отвалах впервые к концу изотопной аномалии.